# نظام تجاری تک‌بندری

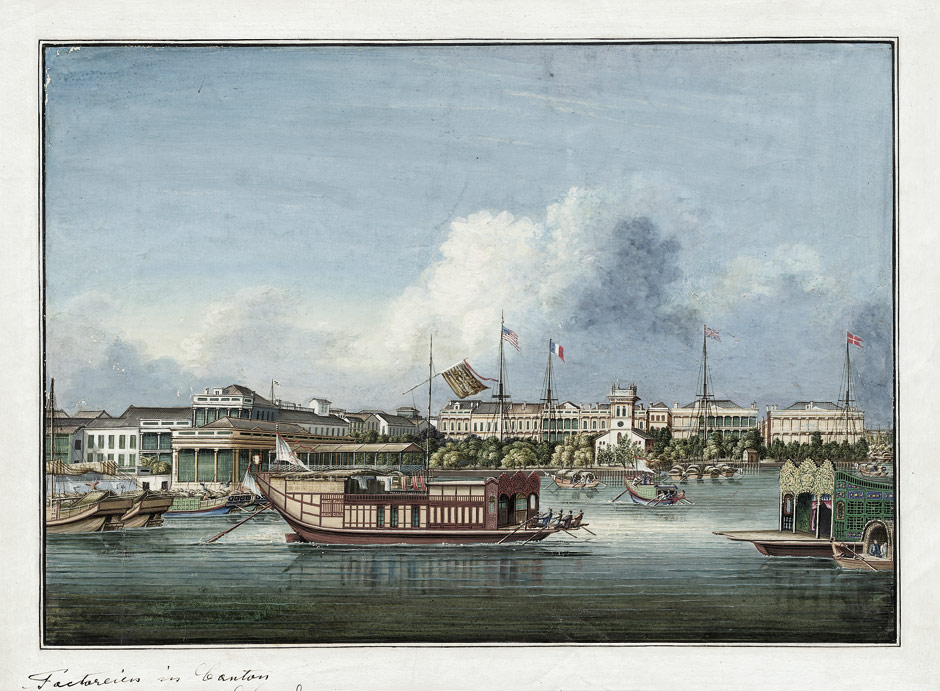
کارخانه های کانتون در سال 1850

نظام تجاری تک‌بندری (۱۷۵۷-۱۸۴۲؛ چینی: 一口通商؛ پین‌یین: Yīkǒu tōngshāng؛ جیوت‌پینگ: jat1 hau2 tung1 soeng1، به معنای "روابط تجاری در یک بندر")که به سیستم کانتون معروف بود.روشی بود که دودمان چینگ از طریق آن با تمرکز تمام تجارت بر بندر جنوبی کانتون (اکنون گوانگژو)، تجارت با غرب را در داخل کشور خود کنترل می‌کرد. این سیاست محافظه کارانه در سال ۱۷۵۷ به عنوان پاسخی به تهدید سیاسی و تجاری کشورهای خارجی از سوی امپراتوران چینی در پاسخ به آن ها ایجاد شد.
از اواخر سده هفدهم میلادی، بازرگانان چینی که به هنگ (چینی: 行; پین‌یین: háng) شهرت داشتند، تمام تجارت را در این بندر مدیریت می‌کردند. آنها از سیزده کارخانه که در کنار تشکیل شده بودند که در کنار رودخانه مروارید در خارج از کانتون قرار داشتند، فعالیت می‌کردند و در سال ۱۷۶۰ به فرمان امپراتور چیان‌لونگ، انحصاری به نام کوهونگ به طور رسمی به آن ها داده شد.
کوهونگ یک انحصار دولتی بود که تجارت بین چین و غرب را کنترل می‌کرد. این انحصار از سیزده شرکت تجاری تشکیل شده بود که هر کدام یک کارخانه در خارج از کانتون داشتند. بازرگانان خارجی فقط مجاز بودند با این سیزده شرکت تجارت کنند و باید از طریق آنها تمام مبادلات تجاری خود را انجام دهند.
پس از آن، بازرگانان چینی که با تجارت خارجی سروکار داشتند (به چینی: 洋行; پین‌یین: yángháng; جیوت‌پینگ: joeng4 hong2; به معنای "تاجران اقیانوس"، به عبارت دیگر "تاجران دریایی" یا "تاجران خارجی") باید تحت نظارت بازرس گمرک گوانگ‌دونگ (چینی: 粵海關部監督; پین‌یین: Yuèhǎi guānbù jiàn dù; جیوت‌پینگ: jyut6 hoi2 gwaan1 bou6 gaam1 duk1)، که به طور غیر رسمی به عنوان "هوپو" شناخته می‌شد، و فرماندار کل گوانگ‌دونگ و گوانگ‌سی عمل می کردند. بنابر این بازرگانان چینی که با تجارت خارجی سروکار داشتند، باید تحت نظارت دولت چین و شرکت‌های کوهونگ، فعالیت می‌کردند.